# Irakskandalen
Irakskandalen eller Irakläckan handlar om hur Anneli Jäätteenmäki tvingades avgå redan efter två månader som statsminister (Finlands första kvinnliga), efter att i valkampanjen ha kritiserat den då sittande statsministern för att i hemlighet stöda Irakkriget.
Under valkampanjen hade Jäätteenmäki kommit över hemliga dokument som tydde på att Paavo Lipponen i strid mot Finlands officiella linje i hemlighet uttryckt stöd för Irakkriget, genom att lova hjälp för återuppbyggnaden av landet. Dessa dokument behandlade information bland annat om samtal mellan George W. Bush och Paavo Lipponen.
Efter valet anklagades Jäätteenmäki för att ha ljugit om hur hon kommit över materialet och tvingades avgå. Hon skulle enligt uppgift ha uppmanat en medarbetare till president Tarja Halonen att förse henne med de hemligstämplade dokumenten under valrörelsen 2003. På grund av dessa misstankar åtalades hon för anstiftan och medhjälp till brott. Jäätteenmäki friades dock på alla punkter i ett domstolsutslag från 19 mars 2004.